# Ixia paucifolia
Ixia paucifolia är en irisväxtart som beskrevs av Gwendoline Joyce Lewis. Ixia paucifolia ingår i släktet Ixia och familjen irisväxter. Inga underarter finns listade i Catalogue of Life.